# Кодекс 049
Кодекс 049 (Gregory-Aland) — унциальный манускрипт IX века на греческом языке, содержащий текст Деяний Апостолов, Соборных посланий и Посланий Павла, с малыми лакунами, на 149 пергаментных листах (27,5 x 18,5 см). 

## Особенности рукописи
Текст на листе расположен в одной колонке, 30 строк на страницу. 
Греческий текст рукописи отражает византийский тип текста. Рукопись отнесена к V категории Аланда. 
Рукопись хранится на Афонской горе в Великой Лавре (A' 88).